# Al Elliott
Al-Ricardo Elliott (* 13. Januar 1979) ist ein ehemaliger US-amerikanischer Basketballspieler.

## Werdegang
Elliott, ein 1,88 Meter großer, aus Washington, D.C. stammender Aufbauspieler, gehörte in seinem Heimatland von 1998 bis 2002 der Mannschaft der Pace University (zweite NCAA-Division) an. In der Saison 2001/02 erzielte er im Durchschnitt rund 19 Punkte, sieben Rebounds und drei Korbvorlagen je Begegnung.
Er begann seine Laufbahn als Berufsbasketballspieler 2002 beim SV 03 Tübingen in der 2. Basketball-Bundesliga in Deutschland und erhielt in Tübingen die Aufgabe, seinen dort zuvor sehr erfolgreichen Landsmann DeJuan Collins zu ersetzen. In der Sommerpause 2003/04 wurde Elliott als Neuzugang des Zweitligisten TSV Ansbach vermeldet, spielte letztlich aber nicht für die Franken in der 2. Bundesliga. Elliott verstärkte den Regionalligisten MTV Stuttgart.
In der Saison 2005/06 bestritt er zwei Spiele für den Regionalligaverein FV Weißenhorn, ansonsten verstärkte Elliott während derselben Saison den Zweitligisten Bremen Roosters. Zur Saison 2006/07 ging er innerhalb der zweiten Liga zu den POM Baskets Jena. Mit der Mannschaft gelang ihm 2007 der Aufstieg in die Basketball-Bundesliga. Elliott blieb in Jena, bestritt im Spieljahr 2007/08 zwei Bundesliga-Spiele für die Thüringer, wurde allerdings Mitte Oktober 2007 wie sein Landsmann Adrian Moss entlassen, nachdem sie im Anschluss an eine nächtliche Zechtour in einen Unfall verwickelt waren und ihnen „vereinsschädigendes Verhalten“ vorgeworfen worden war.
Elliott spielte nach dem Rauswurf in Jena im weiteren Verlauf der Saison 2007/08 wieder für den Zweitligisten Bremen Roosters. Im Spieljahr 2008/09 stand er in Diensten der BG Karlsruhe (ebenfalls 2. Bundesliga). Im Vorfeld der Saison 2009/10 wechselte Elliott erst probehalber zu den Würzburg Baskets (2. Bundesliga ProB) und wurde Mitte Oktober 2009 fest unter Vertrag genommen. Wegen einer Knieoperation fiel er ab Dezember 2016 aus.
In der Saison 2010/11 verstärkte Elliott den SV Fellbach 1890 in der 2. Regionalliga. Später spielte er für den KKK Haiterbach, die BG Remseck und bei der SV Böblingen, für den er auch als Trainer tätig wurde.